# Samsung Galaxy C5 (2017)
Samsung Galaxy C5 2017 é um smartphone Android produzido pela Samsung Electronics. Ele foi apresentado e lançado em outubro de 2017.
O Galaxy C5 2017 tem uma câmera traseira de 16 megapixels com flash LED, abertura f/1.9 e foco automático e uma câmera traseira de 16 megapixels com abertura f/1.9, também equipada com flash LED.

## Especificações

### Hardware
O telefone é alimentado pelo Qualcomm MSM8953-Pro Snapdragon 617, um processador Octa Core, GPU Adreno 405 e 4 GB de RAM com 32/64 GB de armazenamento interno e uma bateria de 2600 mAh. O Samsung Galaxy C5 é equipado com uma tela de 5,2 polegadas Super Amoled.

### Software
Este telefone vem com Android 7.0. Ele suporta 4G VOLTE com dual SIM habilitado para 4G. Ele também suporta Samsung Knox e Samsung Pay.